# Lăschia
Lăschia – wieś w Rumunii, w okręgu Marmarosz, w gminie Copalnic-Mănăștur. W 2011 roku liczyła 490 mieszkańców.